# Aglyptodactylus laticeps
Aglyptodactylus securifer es una especie de rana, de la familia Mantellidae, endémica de Madagascar.
Sus hábitats naturales son los bosques secos tropicales y subtropicales y marismas intermitentes de agua dulce.
Se encuentra amenazada por la perdida de hábitat.